# Socket 441
Socket 441 – gniazdo dla niskonapięciowych procesorów z rodziny Intel Atom, zwykle wykorzystywane w komputerach typu Ultra-Mobile PC, smartfonach i innych zastosowaniach przenośnych o niskim poborze energii elektrycznej.